# Джон Медден (режисер)
Джон Медден (англ. John Madden; *8 квітня 1949, Портсмут) — британський режисер театру і кіно.
У 1970 закінчив Кембридж. У Англії працював в театрі, потім у середині 70-х вирушив до Сполучених Штатів. Після повернення на батьківщину, вже в 80-х, почав працювати на телебаченні. Реалізовував епізоди серіалів, у тому числі про Шерлока Холмса. У фільмах дебютував на початку 90-х.
Визнання прийшло до Меддена у другій половині дев'яностих. У 1997 він поставив драму Місіс Браун про королеву Вікторію з Джуді Денч у головній ролі, а через рік зрежисерував комедію «Закоханий Шекспір». Остання стрічка здобула 13 номінацій і сім статуеток «Оскар», у тому числі як найкращий фільм року. Медден також був номінований за найкращу режисуру, однак «Оскар» відійшов Стівену Спілбергу за фільм Врятувати рядового Раяна.
У наступні роки працював над такими фільмами, як Капітан Кореллі (2001), з Пенелопою Круз і Ніколасом Кейджом у головних ролях, а також психологічною драмою Доказ з Ентоні Гопкінсом у ролі видатного математика і Гвінет Пелтроу яка грає його дочку.

## Фільми
| Рік  | Назва                                    | Оригінальна назва                     |
| ---- | ---------------------------------------- | ------------------------------------- |
| 1993 | Етан Фром                                | Ethan Frome                           |
| 1994 | Золоті ворота                            | Golden Gate                           |
| 1997 | Місіс Браун                              | Mrs Brown                             |
| 1998 | Закоханий Шекспір                        | Shakespeare in Love                   |
| 2001 | Вибір капітана Кореллі                   | Captain Corelli's Mandolin            |
| 2005 | Доказ                                    | Proof                                 |
| 2009 | Кілер                                    | Killshot                              |
| 2010 | Розплата                                 | The Debt                              |
| 2011 | Найкращий екзотичний готель «Меріголд»   | The Best Exotic Marigold Hotel        |
| 2015 | Найкращий екзотичний готель «Меріголд» 2 | The Second Best Exotic Marigold Hotel |
| 2016 | Небезпечна гра Слоун                     | Miss Sloan                            |
| 2021 | Операція «М'ясний фарш»                  | Operation Mincemeat                   |